# SOLEIL (鎗田彩野の映像作品)
SOLEIL（ソレイユ）とは、日本のアイドル・鎗田彩野（現：立花彩野）が2002年に発表したイメージビデオのタイトルである。

## 概要
- ミスマガジン2001で読者特別賞を受賞し、2002年のフジテレビビジュアルクイーンに史上最年少で選ばれた鎗田彩野の通算3作目となるイメージビデオ。全編を通してニューカレドニアで撮影された本作は、後にドラマ『ランチの女王』『のだめカンタービレ』などを手掛ける川村泰祐が演出している。ちなみに川村は同年のビジュアルクイーンである香里奈の作品『infini』も演出した。
- DVDではオフショット映像のほか、「Landscape of the Future」と題したインタビュー映像が収録されており、彩野が29歳になった時に想像する「家の窓から見える風景」をクレヨンで描きながら、自身のことを語っている。
- 本作が11年続いたフジテレビビジュアルクイーン最後の作品となった。

## チャプター
1. Beach
2. Colorful
3. Shore
4. Town
5. Flower
6. Shopping
7. Marine
8. Horse Riding
9. Hitchhiking
10. Night
11. Sunset
12. Ending

## テーマ曲
- 「オレンジ色の海」shiina（椎名法子）
アルバム『shiina』（フォーライフミュージックエンタテイメント）収録
作詞：shiina／作曲：T2ya／編曲：T2ya、Haya10

## スタッフ
- 企画：内田耕一
- プロデュース：伊藤幸弘
- 演出：川村泰祐
- 協力：UP to boy（ワニブックス）
- 撮影協力：Novotel Surf Noumea
- 技術協力：共同テレビジョン、SPOT、WIND UP、ポニーキャニオンエンタープライズ
- 企画協力：サンミュージックプロダクション
- 制作著作：フジテレビ